# Саввино-Сторожевский монастырь
Са́ввино-Стороже́вский монасты́рь — православный ставропигиальный мужской монастырь в городе Звенигород Московской области. Основан в конце XIV века, расположен на горе Сторожи у места впадения речки Сторожки в Москву-реку.
Некоторые историки утверждают, что царь Алексей Михайлович придал Саввино-Сторожевскому монастырю статус первой в России лавры (по значимости и по счёту), и лишь только затем такой же статус получили Киево-Печерская и Троице-Сергиева обители.

## История
Монастырь основан в 1398 году монахом Саввой, учеником преподобного Сергия Радонежского, по просьбе и при поддержке звенигородского князя Юрия Дмитриевича. Вначале была выстроена деревянная церковь во имя Рождества Пресвятой Богородицы. Её расположили на высокой горе Стороже, в виду Москвы-реки — основного транспортного пути на запад из Москвы в то время, у устья речки Розвадни, позже названной Сторожкой. Для уединения Савва ископал пещерку, в которой проводил время в молитве. Поначалу площадь обители была небольшой, но со временем число монахов росло, и территория монастыря значительно увеличилась.
Князь Юрий Дмитриевич с самого основания Саввино-Сторожевского монастыря опекал его, стремясь превратить в свою придворную обитель. Уже в первые годы своего существования в начале XV века (1402 год) монастырь получил от звенигородского князя обширные владения в непосредственной близости от города: сёла Белгино, Дубацыно и Усть-Розвадня с тянувшими к ним деревнями, а также огромные бортные леса на юге Городского стана (село Усть-Розвадня на другом берегу Розвадни позже стало подмонастырским и стало называться Саввинская Слобода).
В XV—XVII веках Саввино-Сторожевский монастырь играл роль форпоста Московского княжества на западе. Обитель была любимым местом молитвы многих русских царей. Сюда, в частности, приезжали Иван IV Грозный с супругой Анастасией Романовной, а также их сын Фёдор Иоаннович. При царе Алексее Михайловиче монастырь стал загородной царской резиденцией. Здесь были возведены дворец государыни, царские палаты. Тогда же монастырь был обнесён каменными стенами. Храмы обители расписывали иконописцы Оружейной палаты Московского Кремля. Архимандрит Никанор (1654—1658) впоследствии стал архимандритом Соловецкого монастыря, где возглавил Соловецкое восстание в защиту Старой Веры.
К Саввино-Сторожевскому монастырю из Москвы был проложен Звенигородский тракт, который также был известен как Царский путь или Дорога царей богоизбранных, по нему не раз совершали обязательные паломничества в монастырь к мощам Саввы Сторожевского все русские правители: великие князья, цари и императоры. В первой половине XX века эта дорога называлась Звенигородское шоссе, теперь же она более известна как Рублёво-Успенское шоссе.
Во время Отечественной войны 1812 года из Саввино-Сторожевского монастыря выезжал на молебны к московскому ополчению московский викарий епископ Августин (Виноградский). Из монастыря вывозили русские святыни — Владимирскую и Иверскую иконы Божией Матери — для всенародного моления о защите Русской земли. 12 сентября 1812 года у стен монастыря состоялся бой под Звенигородом. Монастырь, занятый после этого французами, не был разграблен: по преданию, преподобный Савва явился к французскому полководцу Евгению Богарне и велел не трогать обитель.
В 1917 году настоятелем монастыря был назначен будущий священномученик Димитрий (Добросердов). 

### В советское время
В мае 1918 года сюда прибыл с мандатом продкомиссара некто Константин Макаров. Его отряд реквизировал у Саввино-Сторожевского монастыря хлеб, а заодно попытался вскрыть раку с мощами преподобного Саввы Сторожевского, что стало причиной Звенигородского мятежа. Участники мятежа убили Макарова и ещё двух коммунистов, но подошедший вскоре вооружённый отряд из Дедовска подавил восстание… 

#### Звенигородский лагерь
8 мая 1919 года на территории монастыря учреждён Звенигородский лагерь принудительных работ. Но 25 мая 1919 года в рамках этого учреждения был организован Лагерь-городок для дефективных несовершеннолетних, он же Концентрационный лагерь для малолетних преступников.  Функционирует с начала августа 1919 года. В частности распоряжением от 10 сентября 1919 года первого заместителя начальника Особого отдела ВЧК И. П. Павлуновского в Звенигородский лагерь были отправлены арестованные дети сбежавшего из-под ареста генерала Н. Н. Стогова.
С 18 октября по 11 ноября 1920 на территории монастыря сформирована 3-й трудовая дружина военнопленных поляков. 22 ноября 1920 года 3-я трудовая дружина военнопленных поляков переведена во Владыкинский лагерь в помещении бывшей фабрики Моргунова. Звенигородский лагерь для военно-пленных поляков закрыт к 28 января 1921 года. В октябре 1927 года в монастырских помещениях начала работать трудовая коммуна №2 для беспризорников.

#### Звенигородский музей в стенах монастыря
25 июня 1921 года в помещениях трапезной закрытого к тому моменту монастыря открыт "Музей церковной живописи и архитектуры XVII столетия". 19 октября 1927 года было решено все помещения монастыря передать ОГПУ для Дома Коммуны беспризорных. Музейный подотдела Московского отдела народного образования распорядился о свертывании музея в течение одних суток. На следующий день все экспонаты были перенесены в центральный собор. 4 апреля 1928 года деятельность музея была возобновлена решением Наркомпроса РСФСР (заведующий музея с 7 июня 1928  по 1 августа 1932 — Владимир Михайлович Колобов). В 1939 году музей вновь закрыт в связи с решением о размещении в стенах бывшей обители воинской части. Важнейшие экспонаты переданы в музей города Истры. Остальные заперты в помещении Звенигородского Успенского собора на Городке, переданного музею в 1933–1934 годах. 
В 1941 году во время эвакуации сломали уникальный 35-тонный Большой Благовестный колокол (изображённый на гербе Звенигорода), звон которого, по свидетельству очевидцев, доходил до Москвы (в начале XXI века на замену этого колокола был установлен другой, столь же массивный). 
В апреле 1946 года Успенский собор был передан Русской православной церкви. Музей опять вернулся  на территорию Саввино-Сторожевского монастыря и с 1947 года разместился в Рождественском соборе. Тогда же музей получил название «Звенигородский историко-краеведческий музей».
В 1962 году санаторий Министерства обороны передал музею здание Царицыных палат. После длительной реставрации в июне 1968 года в этом здании открылась экспозиция по истории Звенигородского края, в этом помещении музей действует до сих пор (2025 г.). 
В 1986 году сгорел деревянный шатровый верх одной из монастырских башен.

### Саввино-Сторожевский монастырь после 1991 года
9 февраля 1995 года между Администрацией Московской области и Московским патриархатом был подписан договор о совместном использовании Звенигородским историко-архитектурным и художественным музеем и возрождавшимся монастырём части зданий обители, а сам монастырь получил статус ставропигиального.
К тому моменту монастырь находился в плачевном состоянии и нуждался в срочной реконструкции. По воспоминаниям архимандрита Саввы (Фатеева), работы по его восстановлению велись медленно. «Службы велись по музейному распорядку. Если повсеместно всенощная начиналась где-то в 5 часов вечера, то у нас — в 2. Потому что в 5 музей уже закрывался. Монахов не было. Был один трудник — даже не трудник, а просто охранник. Ситуация была плачевная, она не устраивала ни церковное начальство, ни самого тогдашнего наместника отца Иеронима».
В августе 1998 года Саввино-Сторожевский монастырь праздновал 600-летний юбилей. Святейший Патриарх Алексий II после литургии в Свято-Даниловом монастыре торжественно перевёз в Звенигород мощи преподобного Саввы — основателя обители. В 2007 году был открыт памятник преподобному Савве. Ныне в обители 30 монахов. Восстановлен иконостас XVII века, отреставрированы фрески.
В монастыре готовят легендарный квас, настаивая на изюме (дающем дополнительное «винное» брожение). При монастыре (в специальном здании за пределами основной территории) планируется открыть Музей церковного вина.

## Здания и сооружения

### Храмы
- Рождество-Богородицкий собор (традиционная дата постройки — 1405 год — оспаривается), позднее к собору пристроили Саввинский (южный) придел, двустороннюю паперть и ризницу, кокошники воссозданы советскими реставраторами;
- Надвратный храм Живоначальной Троицы построен И. М. Шарутиным в 1650 году;
- Церковь преподобного Сергия Радонежского в колокольне;
- Храм святого Алексия, человека Божия;
- Трапезная церковь, храм во имя Преображения Господня (построен в 1695 году по распоряжению царевны Софьи).

### Другие здания
- Трапезная (1652—1654; найденные при раскопках старая трапезная и Святые ворота были построены в XVI веке) — четырёхэтажное строение, выдающееся достижение русской архитектуры XVII века, одна из крупнейших по площади каменных построек своего времени, которую с восхищением описал Павел Алеппский[12][13]. В белокаменном подклете, углублённом на 6 м в землю, помещался ле́дник и имелся колодец глубиной 15 м. На втором этаже находилась кухня, вокруг которой были кельи для служителей. На третьем этаже располагалась собственно столовая палата, перекрытая крестовыми сводами, площадью около 500 м² (для сравнения — площадь Грановитой палаты Московского Кремля — 495 м²). Трапезная освещалась «кругом» окнами, причём со стёклами, а не со слюдой. Отапливалась палата проходившими в стенах трубами кухонных печей. В верхнем этаже хранилась монастырская казна. Передний фасад трапезной имел архитектурные украшения, в частности, карниз, что являлось новинкой для XVII столетия. После того, как перекрытия четвёртого этажа обрушились, в 1806 году здание было сильно перестроено. В XX веке проведена научная реставрация памятника[14].
- Царицыны палаты (1652—1654). Дворец был построен для царицы Марии Милославской — первой супруги царя Алексея Михайловича. Это одноэтажное здание с подклетом до 1828 года имело второй деревянный этаж. Здание делится на парадную и хозяйственную половины. Парадная половина состоит из трёх частей с отдельными входами: центральная часть — для царицы, боковые — для свиты. В хозяйственной половине анфилада комнат проходит через всё здание.
- Дворец царя Алексея Михайловича строился в три этапа. В 1652—1654 годах была сооружена северная часть дворца. В 1674—1676 годах дворец представлял собой одноэтажное строение на подклете из семи клетей с отдельными входами длиной около 100 м. Парадную центральную часть занимали покои царя, в северной части находились кухонные помещения, остальные клети предназначались для царской семьи и свиты. У четырёх клетей был деревянный второй этаж, куда вели узкие внутристенные лестницы. В 1686—1687 годах при царевне Софье крышу и тесовые терема разобрали и надстроили второй этаж с анфиладой комнат по всей длине здания. Вместо внутристенных лестниц были сооружены наружные каменные крыльца на второй этаж. Дворец сильно пострадал при пожаре 1742 года.
- Братские корпуса (середина XVII века), место обитания монахов, неоднократно достраивались и перестраивались.
- Жилой корпус духовных училищ построен по проекту Дмитрия Борисова (1820-е) на месте Казначейского корпуса.
- Звонница имеет четырёхъярусную конструкцию, которую венчают четыре каменных шатра с главками.

На территории монастыря сохранился фрагмент алтарной части храма во имя преподобного Иоанна Лествичника, над которой сооружена часовня.
Монастырь не имеет парадного въезда. Есть только парадный вход через Святые ворота Красной башни.
Прямо за парадным входом начинается лестница, ведущая в подклет Троицкой надвратной церкви, а в подклете расположена лестница, ведущая на парадный двор монастыря — приём, не имеющий повторений в русской архитектуре.
Таким образом, через парадные ворота въехать в монастырь невозможно.
При подъёме по лестнице из подклета надвратной церкви на главную площадь сначала видна только верхняя часть собора Рождества Пресвятой Богородицы, а при дальнейшем подъёме возникает впечатление, что собор вырастает из земли (растёт).
Слева у парадного входа располагаются Царицыны палаты. Палаты построены у парадного входа, чтобы царица со своей свитой могла, не проходя на территорию мужского монастыря, войти сразу в палаты. Царицыны палаты соединены коридором с Троицкой надвратной церковью, куда царица со свитой могла пойти молиться, не выходя из здания на территорию мужского монастыря.
В соборе Рождества Пресвятой Богородицы молились братия монастыря и царь со свитой.
В настоящий момент для входа и въезда в монастырь используются Северные проездные ворота.
За стенами монастыря располагается колодец преподобного Саввы Сторожевского и рыбное хозяйство монастыря, а также здание монастырской гостиницы и ещё три здания — бывшие монастырские гостиницы.
В километре от монастыря расположен скит и храм преподобного Саввы Сторожевского с пещеркой, корпус братских келий с домовой церковью святого Николая Мирликийского и купальня.

### Башни
Крепость строилась по царскому указу под руководством Н. М. Боборыкина и А. Шахова.
В монастыре И. М. Шарутиным, также построившим стены Троицкого Калязинского монастыря, в 1650—1654 годах было сооружено семь башен, до наших дней дошли шесть.
- Красная (над Святыми воротами)
- Житная
- Водовзводная
- Усовая
- Больничная (не сохранилась)

### Реставрация
- 1950-е: Реставрация трапезной и Троицкой церкви В. И. Фёдоровым и М. Д. Циперовичем[15]
- 1955—1958: Раскопки Н. С. Шеляпиной
- 1969—1975: Очищение фресок Д. Е. Брягиным
- 1970-е—1980-е: Реставрация башен Л. К. Россовым, О. В. Скороходом, Л. Э. Тэпфер
- 1972: Реставрация Рождественского собора Л. К. Россовым
- 1973: Реставрация Саввинского придела В. М. Пустоваловым

## В культуре
Монастырь и его окрестности всегда были очень живописны и привлекали множество художников.
В монастыре и его окрестностях Александр Алов и Владимир Наумов сняли несколько эпизодов кинофильма «Бег»: в начале — беженцы в монастыре, в конце — зимний лес.
Возле монастыря Андрей Тарковский снимал эпизод кинофильма «Солярис» — домик у пруда в начале фильма.

## Настоятели
Игумены (1398—1650)
- 1398—1407 — Савва Сторожевский
- ? — Савва II (1407—1423
- 1428 — Феодор
- ? — Дионисий (1430
- ок. 1435 — Досифей
- 1445 — Иосиф
- 1454 — Евфросин
- ок. 1462—1470 — Евсевий
- ок. 1472 — Варлаам
- в правление князя Звенигородского Андрея Васильевича — Зосима
- 1490—1493 — Дионисий II
- 1505 — Каллист
- 1518 — Савва III
- 1524 — Варсонофий
- 1525 — Серапион
- 1529 — Филофей
- 1530 — Макарий
- 1539 — Мисаил
- 1542—1550 — Афанасий
- 1550—1555 — Филарет
- 1558 — Филофей II
- 1568—1570 — Варлаам II
- 1570 — Евсевий II
- 1589 — Феодосий
- 1592 — Герман
- 1595 — Нафанаил
- 1598 — Боголеп
- 1606—1612 — Исайя
- 1628-29 — Макарий II
- 1629 — Иосаф
- 1638 — Иона
- 1641—1643 — Никон
- 1643—1650 — Варлаам III

Архимандриты (1650—1800)
- 1650—1651 — Варлаам
- 1651—1654 — Гермоген
- 1654—1658 — Никанор
- 1660—1666 — Тихон
- 1666 — Филарет
- 1666—1673 — Варнава
- 1673—1699 — Сильвестр (Черницкий)
- 1699—1711 — Мелетий
- 1711—1723 — Сильвестр II
- 1723—1725 — Трифиллий (Поморцев)
- 1725—1731 — Досифей (Любимский)
- 1731—1734 — Антоний
- 1734—1739 — Симон
- 1739—1743 — Иларион (Григорович)
- 1743—1752 — Карион
- 1752—1754 — Сосипатр
- 1754—1758 — Гедеон (Криновский)
- 17 апреля 1758—1761 — Иоанникий (Павлуцкий)
- 1761—1765 — Никон (Зертис-Каменский)
- 1765—1771 — Феофил (Игнатович)
- 1770—1771 — Павел
- 1771—1773 — Варфоломей
- 1773 — Варлаам
- 1773—1775 — Евстафий
- 1775—1776 — Павел
- 1776—1788 — Феофилакт
- 1789—1792 — Нектарий (Шиянов)
- 1788—1791, 1792—1794 — Мельхиседек (Заболотский)
- 1794—1799 — Арсений

Епископы Дмитровские (1800—1877)
- 1799−1804 — Серафим (Глаголевский)
- 1804—1819 — Августин (Виноградский)
- 1819—1820 — Лаврентий (Бакшевский)
- 1821—1824 — Афанасий (Телятьев)
- 1824—1827 — Кирилл (Платонов-Богословский)
- 1827—1831 — Иннокентий (Сельнокринов)
- 1831—1834 — Николай (Соколов)
- 1834—1837 — Исидор (Никольский)
- 1837—1842 — Виталий (Щепетев)
- 1842—1849 — Иосиф (Богословский)
- 1849—1853 — Филофей (Успенский)
- 1853—1857 — Алексий (Ржаницын)
- 1857—1858 — Евгений (Сахаров-Платонов)
- 1858—1859 — Порфирий (Соколовский)
- 1859—1876 — Леонид (Краснопевков)
- 1876—1877 — Никодим (Белокуров)

Епископы Можайские (1877—1917)
- 1877 — Игнатий (Рождественский)
- 1878 — Амвросий (Ключарёв)
- 1878—1882 — Алексий (Лавров-Платонов)
- 1883—1885 — Мисаил (Крылов)
- 1886—1892 — Александр (Светлаков)
- 1892—1899 — Тихон (Никаноров)
- 1899—1904 — Парфений (Левицкий)
- 1905—1908 — Серафим (Голубятников)
- 1908—1914 — Василий (Преображенский)
- 1914—1919 — Димитрий (Добросердов)

наместники в сане архимандрита
- 5 сентября 1914—1915 — Иннокентий (Бобцов)

С 1995 года — Ставропигиальное подчинение монастыря Святейшему Патриарху Московскому и всея Руси
- 9 февраля 1995 — 21 ноября 1997 — Иероним (Карпов)
- 21 ноября 1997—2006 — Феоктист (Дорошко)
- 16 декабря 2006 — 30 августа 2019 — Савва (Фатеев)
- 30 августа 2019 — 12 марта 2024 — Павел (Кривоногов)
- с 12 марта 2024 года — Стефан (Тараканов)